# Lars Anton Anjou

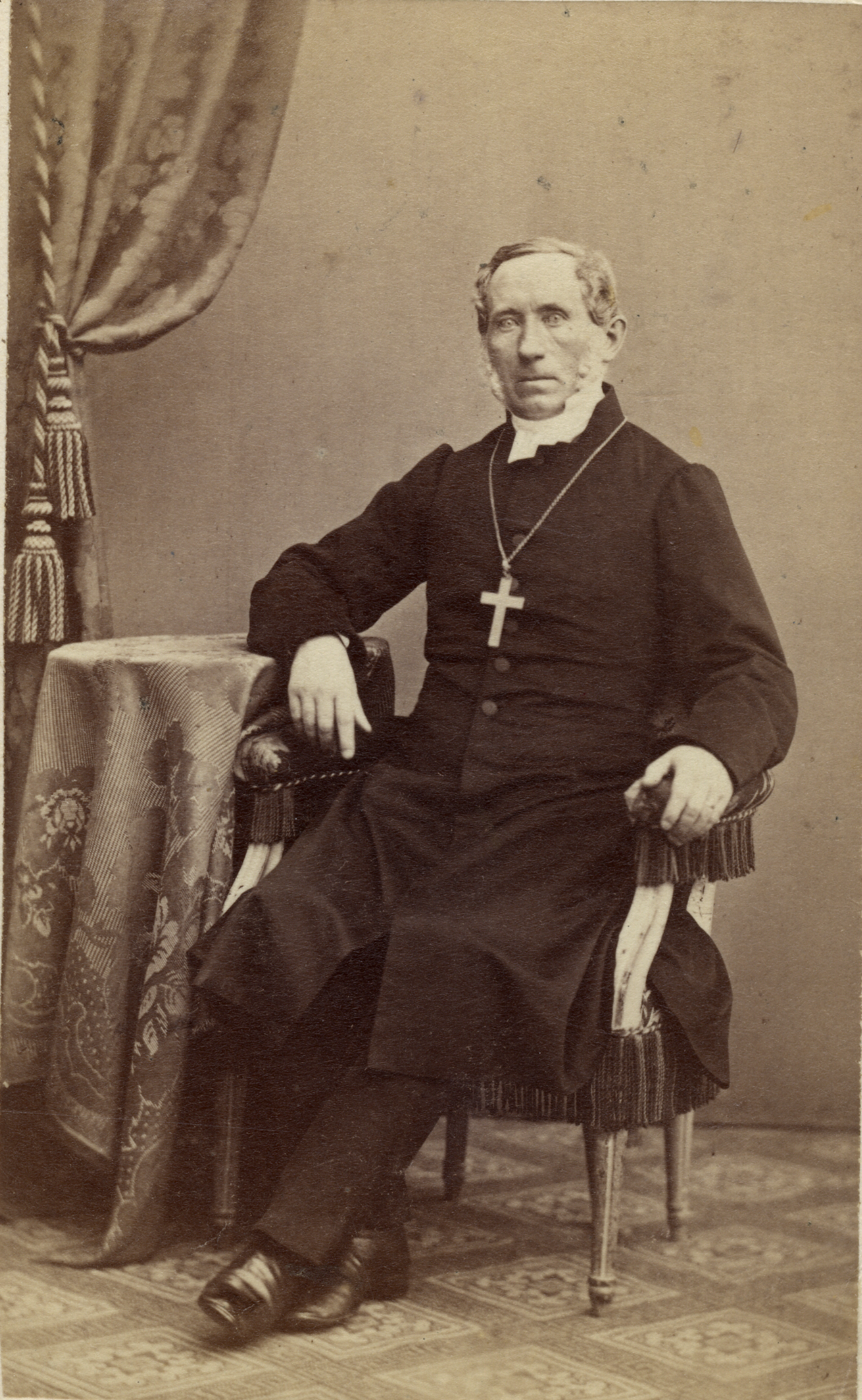
Lars Anton Anjou

Lars Anton Anjou (* 18. November 1803 in Frösthult, Uppland; † 13. Dezember 1884 in Visby) war ein schwedischer lutherischer Kirchenhistoriker, Politiker und Geistlicher (zuletzt Bischof von Visby).

## Leben
Anjou, Sohn des Pfarrers Anton Anjou (aus wallonischem Geschlecht) und seiner Ehefrau Johanna Elisabeth Sepelius, studierte ab 1819 Evangelische Theologie an der Universität Uppsala und wurde 1827 ordiniert. Er studierte aber weiter und legte 1830 sein theologisches Magisterexamen und 1838 sein theologisches Lizentiatexamen ab. Anschließend arbeitete er in verschiedenen Pfarrstellen, bis er 1845 eine Professur in Uppsala, verbunden mit dem Pfarramt der Dreifaltigkeitskirche (Helga Trefaldighets kyrka) erhielt. Im selben Jahr wurde er zum Dr. theol. promoviert. 1851/52 amtierte er als Rektor der Universität. 1855 wurde er als Nachfolger des zum Bischof berufenen Henrik Reuterdahl vom König zum Minister für geistliche und Unterrichtsangelegenheiten ernannt. Eins seiner wichtigsten Projekte war die Reform der Gymnasialausbildung, in der er eine Stärkung der klassischen Sprachen durchsetzte. Von 1859 bis zu seinem Tod wirkte Anjou als Bischof des Bistums Visby. Er war Mitglied der letzten Ständereichstage von 1859 bis 1866.
Vor allem durch seine lange Zeit einflussreiche Darstellung der schwedischen Reformationsgeschichte gilt Anjou (gemeinsam mit Henrik Reuterdahl) als Begründer der wissenschaftlichen Kirchengeschichtsschreibung in Schweden. 1855 wurde er in die Königlich Schwedische Akademie der Wissenschaften gewählt und als Ehrenmitglied in die Kungliga Vitterhets Historie och Antikvitets Akademien aufgenommen, im nächsten Jahr in die Königliche Gesellschaft der Wissenschaften in Uppsala. Er war ab 1853 Träger des Nordstern-Ordens und wurde 1864 Kommandeur mit Großkreuz.
Anjou war seit 1842 mit Eufrosyne Karolina Augusta Hagberg (* 17. April 1813; † 24. Oktober 1842), einer Tochter des Oberhofpredigers Carl Peter Hagberg (1778–1841), verheiratet.

## Schriften (Auswahl)
- Lärobok i kyrkohistorien för scholor och gymnasier. Uppsala 1842 (7. Aufl. 1867)
- Svenska kyrkoreformationens historia 1–3. 1850–1851 (englisch: The history of the reformation in Sweden. Pudney & Russell, New York 1859, archive.org)
- Baptismen i förhållande till den heliga skrift och kristna kyrkans historia. Uppsala 1854.
- Svenska kyrkans historia ifrån Uppsala möte år 1593 till slutet af sjuttonde århundradet. Uppsala 1866.
- Försök till förklaring öfver dr M. Luthers lilla katekes. Stockholm 1875.